# Tasmabrochus montanus
Tasmabrochus montanus là một loài nhện trong họ Amphinectidae. Loài này phân bố ở Tasmanië.